# Agony in Paradise
Agony in Paradise är ett livealbum med det amerikanska death metal-bandet Possessed, utgivet den 2004 av skivbolaget Agonia Records.  Inspelningen gjordes 26 januari 1987 i Parma, Ohio under bandets "Beyond The Gates"-turnė. Inspelningen var ursprunglig inte avsedd att vara et livealbum, men när inspelningen grävdes upp en tid senare, beslöt man att släppa den då ljudkvaliteten var bra.

## Låtförteckning
1. "March to Die" – 4:14
2. "Pentagram" – 4:00
3. "Beast of the Apocalypse" – 3:43
4. "Holy Hell" – 6:26
5. "Swing of the Axe" – 4:12
6. "Burning in Hell" – 3:48
7. "Heretic" – 3:23
8. "Phantasm" – 4:00
9. "The Exorcist" – 5:39
10. "Fallen Angel" – 3:59
11. "Seance" – 3:33
12. "Twisted Minds" – 7:17
13. "Death Metal" – 4:48

## Medverkande
Musiker (Possessed-medlemmar)
- Jeff Becerra – sång, basgitarr
- Mike Torrao – gitarr
- Larry LaLonde – gitarr
- Mike Sus – trummor